# Farah (oraș)
Farah (paștună فراه) este un oraș din Afganistan.